# Зелений (Совєтський район)
Зеле́ний (рос. Зелёный, марій. Зелёный) — селище у складі Совєтського району Марій Ел, Росія. Входить до складу Ронгинського сільського поселення.
Стара назва — Дом інвалідів.

## Населення
Населення — 351 особа (2010; 356 у 2002).
Національний склад (станом на 2002 рік):
- марі — 55 %
- росіяни — 42 %